# Sociedad Pro Guacamayos
La Sociedad Pro Guacamayos (anteriormente conocido como el Proyecto Guacamayo de Tambopata) es un proyecto de investigación a largo plazo sobre la ecología y la conservación de guacamayos y loros bajo la dirección del Dr. Donald Brightsmith y la Dra. Gabriela Vigo del Schubot Exotic Bird Health Center en el Universidad de Texas A&M . El proyecto ha estado trabajando con la vida silvestre y las comunidades locales desde 1989. La investigación y el monitoreo a largo plazo han proporcionado muchas ideas sobre varios aspectos de los loros y la vida silvestre del sureste de Perú. Los guacamayos se encuentran entre las especies emblemáticas más efectivas para la conservación del ecosistema en la selva amazónica . 

## Ubicación
Desde 1989 hasta marzo de 2020, el proyecto tuvo su sede en el Centro de Investigación de Tambopata (TRC) ubicado en la Reserva Nacional de Tambopata en el río Tambopata en el centro de un bosque primario tropical, muy cerca del Parque Nacional Bahuaja-Sonene, en la Región Madre de Dios del Perú. 
El Departamento de Madre de Dios alberga un entorno forestal único, con las concentraciones de colpas más altas del mundo. Una variedad de animales llega a satisfacer su necesidad de sal a lo largo de las orillas de los ríos de la región. A veces se pueden ver cientos de guacamayos en las colpas de Colorado y Chuncho en la Reserva Nacional de Tambopata. 

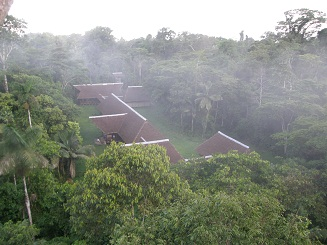
El Centro de Investigación de Tambopata.

## Historia
El proyecto fue establecido por un peruano (Eduardo Nycander) con el objetivo de estudiar la ecología y la historia natural de las guacamayas grandes para que esta información pueda usarse para ayudar a proteger a estas aves en los trópicos. Surgió y se basó en investigaciones previas realizadas por el Dr. Charles A. Munn III en el Parque Nacional del Manu. En 1991 y 1992, los investigadores aceleraron la formación de cavidades naturales de la palma muerta al cortar las coronas de 23 palmas Mauritia flexuosa vivas en un monocultivo natural de miles de estas palmas en un pantano de 0.5 km² cerca del Centro de Investigación de Tambopata (TRC), ya que los guacamayos azules y amarillos en la región anidan casi exclusivamente en palmas mauritias muertas. La decapitación de estas palmas comenzó el proceso de pudrición del interior de los troncos, que finalmente proporciona sitios de anidación para estos guacamayos.
Con el objetivo de proporcionar sitios de anidación para las guacamayas grandes en 1990, se construyeron 24 nidos de palmeras de Iriartea ventricosa. Los nidos se colgaron a 40–50 m del suelo en las ramas de los árboles Dipteryx micrantha. En marzo de 1992, se construyeron 8 cajas nido de cedro tropical (Cedrela odorata) y se colgaron. Entre agosto y octubre de 1992, otros 10 nidos artificiales hechos de grandes tuberías de PVC fueron construidos y colgados alrededor de TRC. En 1993 se colgaron 11 nidos de PVC adicionales. 

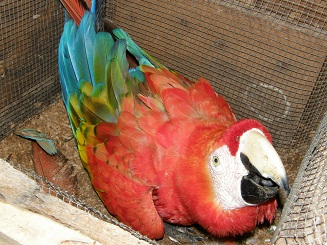
Guacamaya roja en un nido de madera artificial.

En base a los datos de la tasa de crecimiento de más de 60 polluelos de guacamayos salvajes en nidos naturales, los investigadores pudieron trazar curvas de crecimiento para polluelos sanos y curvas para polluelos que finalmente murieron de desnutrición o enfermedad. Una vez que se determinó qué pichones probablemente morirían, estos pichones fueron retirados, puestos a mano durante meses y liberados, lo que aumenta la producción reproductiva de la población silvestre. Entre las temporadas de reproducción de 1992–1994 se probaron una variedad de métodos de rescate y cría manual de polluelos condenados. En el período de 1992–1995, 6 guacamayos azules y amarillos (Ara ararauna), 5 guacamayos rojos y verdes (Ara chloropterus) y 21 guacamayos rojos (Ara macao) fueron criados a mano y liberados en la población silvestre. Estos individuos luego fueron llamados "Chicos". Estas aves volaron y se integraron gradualmente en la población de guacamayos salvajes. 
El proyecto ha recibido una considerable cobertura de revistas y medios dentro del Perú e internacionalmente, gracias a sus voluntarios, los turistas visitantes, operadores turísticos, periodistas, fotógrafos y cineastas. En noviembre de 1999, el Dr. Donald Brightsmith se convirtió en el director del proyecto de investigación. Gracias a su trabajo, el proyecto ha llevado a cabo un amplio espectro de investigación científica. Desde 2006, el principal patrocinador del proyecto es el Centro de Salud de Aves Exóticas de Schubot, Facultad de Medicina Veterinaria, Universidad de Texas A&M. En 2005, la Dra. Gabriela Vigo se unió al equipo de liderazgo del proyecto. 

## Objetivos de investigación
El objetivo principal de la Sociedad Pro Guacamayos es estudiar los diversos aspectos de la ecología de los guacamayos y loros grandes para ayudar a comprender mejor las interacciones entre el uso de lamer arcilla, el suministro de alimentos, la temporada de reproducción, el éxito de la reproducción, la abundancia y los movimientos. 